# Saionji Kintsune
Saionji Kintsune est un nom japonais traditionnel ; le nom de famille (ou le nom d'école) précède donc le prénom (ou le nom d'artiste).
Saionji Kintsune (西園寺公経) 
(1171 - 2 octobre 1244), est un courtisan kugyō de première catégorie et poète japonais de la fin de l'époque de Heian et du début de l'époque de Kamakura. Son père est Fujiwara no Sanemune et sa mère la fille de Jimyōin Motoie. Il est le premier membre du clan Saionji à utiliser son nom à la place de celui des Fujiwara.

## Biographie
Il reçoit le titre de jugoi en 1179, est nommé chambellan en 1181, promu shōgoi en 1183, délégué comme fonctionnaire semi-officiel dans la province d'Echizen en 1185 et officiel dans la province de Bizen en 1186. En 1187, il est promu jushii, en 1189 sous-officiel de la province de Sanuki, en 1190 il accède au grade de shōshii et en 1196 au titre de kurodonotō. En 1198, il est élevé jusanmi et sangi, en 1200, vice gouverneur de Echizen, en 1201 il est nommé shōsanmi, en 1202, gonchūnagon et en 1203 devient junii. Il est nommé chūnagon en 1206, en 1207 il atteint le niveau de shōnii et de Gondainagon, en 1211 celui de tōgū Daibu et en 1218, il est dainagon (grand conseiller).
Il épouse la fille de Ichijō Yoshiyasu, qui a une relation parentale avec le shōgun Minamoto no Yoritomo, de telle sorte que Kintsune est très proche du shogunat de Kamakura. Cependant, l'assassinat du troisième shōgun Minamoto no Sanetomo en 1219 créé un vide dans le pouvoir du shogunat. En 1221, durant la guerre de Jōkyū, il se range du côté de l'empereur Go-Toba mais est destitué de sa position de dainagon et emprisonné. Il décide alors de devenir informateur du shogunat auquel il offre la victoire sur l'empereur en échange de sa liberté. Il renforce ses relations avec le shogunat après la guerre civile et devient naidaijin en 1221, puis daijō-daijin (Chancelier du royaume) en 1222, après quoi il est promu juichii en 1223 à la suite de sa démission de sa fonction de daijō-daijin au profit de son fils adopté, Kujō Michiie. Kintsune est plus tard désigné comme chef du kantō Mōshitsugi, nouvelle institution destinée à maintenir le contact entre la cour impériale et l'insei d'un côté et le shogunat de l'autre. En 1231, il abandonne ses fonctions de courtisan et se fait moine bouddhiste en prenant le nom de Kakushō (覚勝). Il meurt en 1244 à l'âge de 74 ans.
Kintsune est considéré comme une personne artistiquement polyvalente, étant aussi compétente dans la pratique de la biwa que dans la composition de poèmes waka. Il participe à de nombreux utaawase (concours de waka) en 1200, 1201, 1202, 1220 et 1232. Dix de ses poèmes sont inclus dans l'anthologie impériale Shin Kokin Wakashū et trente autres sont recueillis dans le Shinchokusen Wakashū. Un de ses poèmes fait partie du Ogura Hyakunin Isshu et il est regardé comme l'un des trente-six nouveaux poètes immortels.